# Veleszületett szenzoros és autonóm neuropátia
A veleszületett szenzoros és autonóm neuropátia (Hereditary Sensory Autonomic Neuropathy) vagy veleszületett fájdalomérzéktelenség anhidrózissal (Congenital insensitivity to pain with anhidrosis, CIPA) egy rendkívül ritka veleszületett idegrendszeri rendellenesség, amely genetikai mutáció következménye. Az idegsejtek amelyek a hő-, hideg- és fájdalomérzet közvetítéséért felelősek nem működnek, ezért a CIPA-ban szenvedő betegek nem érzik a fájdalmat, és hőmérsékleti extremitásokat, ezen kívül bizonyára testi orgazmust sem. Az anhidrózis kifejezés arra utal, hogy a verítékezés sem működik.

## Előfordulása
Ez a rendellenesség annál gyakoribb, minél nagyobb a genetikai homogenitása egy közösségnek. A leggyakoribb az askenázi zsidó közösségben.

## Következmények
A CIPA-ban szenvedők nagy része még hároméves kora előtt belehal valamilyen sérülésbe amely a fájdalom érzésének hiánya miatt következik be. Az CIPA-ban szenvedők nem éreznek lázat, a fertőzések észrevétlenül terjednek bennük, nem veszik észre, ha sérülést okoznak maguknak például alvás közben, vagy oda nem figyelés következtében.

## A CIPA egyéb tematizálása
A CIPA érdekes téma a fikciós irodalom számára is, például a Dr. House-ban is megjelent (a harmadik évad 14 részében, az Insensitive c. részben).